# Щучка (приток Неполоди)
Щучка — река в Урицком и Орловском районах Орловской области. Исток реки — пруд на юго-западной окраине деревни Провоторово, на отметке высоты около 205 м, течёт на восток, впадает в 38 км по правому берегу реки Неполодь, на восточной окраине села Маслово, на отметке высоты 171 м. Длина реки составляет 11 км.

## Данные водного реестра
По данным государственного водного реестра России относится к Окскому бассейновому округу, водохозяйственный участок реки — Ока от города Орёл до города Белёв, речной подбассейн реки — бассейны притоков Оки до впадения Мокши. Речной бассейн реки — Ока.
Код объекта в государственном водном реестре — 09010100212110000017981.